# حمض البيكولينيك
حمض البيكولينيك هو مركب عضوي تركيبته C5H4N(CO2H)، وهو مشتق من بيريدين مع مجموعة حمض كربوكسيلي في الموقع 2، كما إنه صيغة تصاوغ لحمض النيكوتينيك الذي يمتلك مجموعة كربوكسيل في الموقع 3.
المركب عبارة عن مادة بيضاء صلبة تذوب في الماء.
يستعل في تحاضير الكيمياء العضوية بصفته ركيزة في تفاعل متسونوبو وتفاعل هاميك.:495ff

## اقرأ أيضاً
- بيكولين
- ثنائي حمض البيكولينيك